# Невястата
Невястата е скално образувание и природна забележителност в Западните Родопи край Смолян.
До Невястата има изградена екопътека. Началото ѝ се намира вдясно от пътя Смолян – Пампорово, непосредствено до арката на манастир „Свети Пантелеймон“, а дължината ѝ е около 1 km. Маршрутът е маркиран с туристическа маркировка, изградени са места за почивка и панорамните площадки и са поставени информационни табла за растителния и животинския свят на Родопите. Има маршрути за скално катерене, виа ферата, въжена градина, изкуствена стена за катерене и алпийски тролей, който е на височина от над 30 m.
Невястата е обявена за природна забележителност на 18 май 1987 г. с цел опазване на скално образувание. Тя е с площ 47,7 ha. На територията ѝ се забраняват:
- всякакви дейности, които водят до повреждане или унищожаване на дърветата;
- късането или изкореняването на растенията;
- влизането, лагеруването, преминаването и паркирането на моторни превозни средства;
- разкриването на кариери, провеждането на минно-геоложки и други дейности, с които се поврежда или изменя както естествения облик на местността, така и на водния и режим;
- паша на домашни животни;
- всякакво строителство.[1]